# هانس ماتیه
هانس ماتیه (آلمانی: Hans Matthiae; ۲۲ دسامبر ۱۸۸۴ – ۱ ژانویهٔ ۲۰۰۰) قایقران روئینگ اهل آلمان بود.